# Lanesund och Överby
Lanesund och Överby is een plaats (tätort) in de gemeente Uddevalla in het landschap Västergötland en de provincie Västra Götalands län in Zweden. De plaats heeft 347 inwoners (2010) en een oppervlakte van 65,15 hectare.